# REDD
A REDD az „erdőirtásból és az erdőpusztulásból származó kibocsátások csökkentése” kifejezés angol nyelvű változatából (Reducing Emissions from Deforestation and Forest Degradation) alkotott betűszó. A REDD eljárások és mechanizmusok egész sorozatát jelenti, melyeknek feladata piaci és anyagi ösztönzők alkalmazása az erdőirtásból és az erdők pusztulásából származó üvegházhatású gázok kibocsátásának csökkentése érdekében. Az eredeti célkitűzés az üvegházhatású gázok kibocsátásának csökkentése, ugyanakkor járulékos haszna a biodiverzitás megőrzése és a szegénység elleni küzdelem segítése. A REDD kvóták lehetőséget nyújtanak a fejlett országokból származó forrásoknak a fejlődő országokban, az erdőirtások megakadályozása érdekében történő felhasználására.
„Az erdőirtásból és az erdőpusztulásból származó kibocsátások csökkentése” kifejezésben szereplő két esemény között fontos a különbségtétel. Megkülönböztetésük a REDD mechanizmusban történő vizsgálatuk szempontjából fontos. Az erdőirtás az erdő végleges megszüntetésével jár. Az erdőpusztulás az erdővel borított területek negatív változását jelenti, mely azoknak termékenységét korlátozza.
Az utóbbi években a becslések az erdőirtást és az erdők pusztulását tették felelőssé az üvegházhatású gázok kibocsátásának 20-25%-áért, ez az érték magasabb, mint amit a közlekedési ágazat okoz. A legutóbbi kutatások szerint az erdőirtás, az erdőpusztulás és a tőzegtelepek együttes kibocsátása mintegy 15%-kal járul hozzá az üvegházhatású gázok kibocsátásához, körülbelül annyival, mint a közlekedési ágazat. Még ezeknek az új adatoknak a tükrében is, egyre inkább elfogadottá válik az az álláspont, mely szerint a globális felmelegedés mérséklése nem lehetséges az erdők védelmének nemzetközi rendszerbe foglalása nélkül. Így a REDD a kiotói jegyzőkönyv utódjaként a jövőben várhatóan fontos szerepet játszik.

## Története
Az 1997-es globális klímaegyezményben, a kiotói jegyzőkönyvben, az erdőirtással és erdőpusztulással kapcsolatos irányelveket kizárták az ilyen irányelvek esetében lehetséges forráskiáramlási problémák elkerülése érdekében. Ezt követően, különösen Brazíliában fokozódott az erdőirtás, mely az Esőerdők Országainak Koalíciója (Coalition of Rainforest Nations) létrejöttéhez vezetett. A koalíció tagja többek közt Pápua Új-Guinea és Costa Rica.
2005-ben, a részes államok 11. konferenciáján az Esőerdők Országainak Koalíciója kezdeményezte, hogy a világ országai legyenek tekintettel a „fejlődő országok erdőirtásából származó kibocsátás csökkentésére”. Az ügyet a Tudományos és Műszaki Tanácsadó Testület elé (Subsidiary Body for Scientific and Technical Advice – SBSTA) terjesztették. Az Amerikai Egyesült Államok megpróbálta megakadályozni a javaslat vitára terjesztését, de törekvése nem járt sikerrel.
ENSZ éghajlat-változási keretegyezményének 2007-es, Balin tartott találkozóján megállapodás született az „erdőirtásból és az erdőpusztulásból származó kibocsátások csökkentése érdekében foganatosítandó további hatásos intézkedések sürgető szükségességéről”. A nemzetközi REDD mechanizmus részleteiről történő megállapodás határideje az ENSZ éghajlatváltozási keretegyezményének 15. konferenciája, melyet 2009 decemberében tartanak Koppenhágában.

## A fő résztvevők
A REDD tevékenységében a nemzeti vagy helyi kormányok, civil szervezetek, a magánszektor, vagy az előbbiek bármilyen csoportja vesz részt. Számos civil szervezet, fejlesztési ügynökség, kutatóintézet és nemzetközi szervezet támogatja azokat a fejlődő országokat, melyek részt kívánnak venni a REDD tevékenységében. Ilyen szervezetek például a Világbank által létrehozott Forest Carbon Partnership Facility World Banks's Forest Carbon Partnership Facility Archiválva 2020. augusztus 6-i dátummal a Wayback Machine-ben, az ENSZ UN-REDD Programja, a norvég International Climate and Forest Initiative Norway's International Climate and Forest Initiative. A REDD valódi szereplői azonban azok az emberek, akiknek megélhetése az erdőktől függ. A bennszülött emberek és az erdőtől függő közösségek a REDD élharcosai lehetnek, a REDD sikere nagymértékben függ az ő aktív részvételüktől.

## Aktív nemzetközi szervezetek
A REDD jelentős támogatást kap a nemzetközi szervezetektől. A Világbank jelenleg is fontos szerepet játszik a REDD tevékenységeinek finanszírozásában. A Világbank, mint a REDD program fő pénzügyi támogatóinak egyike, 300 millió dolláros alapot hozott létre, a Forest Carbon Partnership Facilityt (FCPF). Ez az alap a REDD fejlődő országokbeli tevékenységének előmozdítását szolgálja.
A Világbank által létrehozott másik szervezet, a Carbon Partnership Facility (CPF) működési területe az energiatermelési, a közlekedési, és városfejlesztési ágazat, azok a területek, melyek a legtöbb üvegházhatású gázt termelik.
Az UNDP, az UNEP és az FAO hozta létre az ENSZ UN-REDD Programját, melynek célja kilenc fejlődő ország támogatása olyan intézkedések meghozatalában, melyek segítségével hatékonyan vehetnek részt a REDD mechanizmus munkájában. Ezek közé az intézkedések közé tartozik a kapacitásnövelés, irányítás és technikai segítségnyújtás. A kilenc ország: Bolívia, a Kongói Demokratikus Köztársaság, Indonézia, Panama, Pápua Új-Guinea, Paraguay, Tanzánia, Vietnám és Zambia. Ezek közül ötnek a program nemrégiben 18 millió dollárt ajánlott.

## Aktív kormányok
A nemzeti kormányoktól a REDD mechanizmus pozitív visszajelzéseket kapott. A 2007-es bali konferencián a norvég kormány bejelentette nemzetközi klíma- és erdőkezdeményezését (International Climate and Forests Initiative), mely 500 millió dollárt biztosított Tanzánia helyi REDD-tevékenységének megszervezéséhez. A norvég kormány szorosan együttműködik a nemzetközi szervezetekkel, például az UN-REDD-del a terület REDD-tevékenységeinek fejlesztése érdekében. Ezen kívül Norvégia és az Egyesült Királyság kormánya további 200 millió dollárral járult hozzá a Kongó-medence esőerdő alapjához Közép-Afrika erdőmegőrző tevékenységének elősegítésére.
Ausztrália is csatlakozott a REDD mechanizmus támogatóihoz. Törekvéseivel a vele szomszédos országokat, Indonéziát és Pápua Új Guineát támogatja, a 200 millió dolláros International Forest Carbon Initiative a környező országokban folyó REDD-tevékenységre fókuszál.

## Kulcskérdések
Jelenleg is számos kérdést tárgyalnak, melyek az ENSZ éghajlatváltozási keretegyezménye soron következő, 15. ülése elé kerülnek. Ezek:
- A támogatási mechanizmusok szerkezete.
- Vonatkoztatási szintek meghatározása a kibocsátás-csökkenés méréséhez. A jelenlegi kibocsátási szinteket vegyék alapul, vagy a történelmi erdőirtási ütemet? A különböző mértékben erdővel borított országok, melyekben a múltbani erdőirtás mértéke más volt, különböző érdekeket képviselnek-e a vonatkoztatási szintek meghatározásában? A nemkívánatos hatások elkerülése érdekében szükség lesz olyan országok bevonására, melyeknek erdőterülete nagy, múltbani erdőterület-csökkenése viszont alacsony.[12]
- Az erdők területének és a biomasszának mérése, jelentése, ellenőrzése.
- Bennszülött emberek és erdőtől függő közösségek részvétele a tervezésben, megvalósításban és ellenőrzésben, különös tekintettel emberi jogaikra.
- A haszon elosztása: hogyan osztható el a REDD tevékenységből származó haszon igazságos és méltányos módon az erdei közösségek között úgy, hogy minimális legyen a nemzeti kormányok vagy a helyi elit által megragadt rész?[13]
- Olyan stratégia létrehozása, mely megakadályozza, hogy az erdőirtás más területekre tevődjön át.
- Járulékos hasznok elérése, a biodiverzitás és ökoszisztémák (például vízgyűjtő területek) megőrzése, valamint társadalmi hasznok (például többletjövedelem, jobb erdőgazdálkodás).

## Aggodalmak
- A potenciálisan rendelkezésre álló nagy mennyiségű széndioxidkvóták lehetőséget adhatnak a fejlett világ egyes vállalkozásainak arra, hogy egyszerűen REDD-kvótákat vásároljanak, anélkül, hogy hazájukban számottevő kibocsátás.csökkentést hajtanának végre.[14]
- A nagy mennyiségű széndioxidkvóta elöntheti a fejlődő piacokat, de ugyanakkor megkönnyítheti a kiotói jegyzőkönyv utáni ambiciózus kibocsátási szintek elérését.[3]
- Az a tény, hogy az erdők kereskedelmi értéket kapnak, nem veszi figyelembe, hogy az erdő a helyi emberek és közösségek számára szellemi értékeket is hordoz.[3]
- Nincs egyetértés az erdőpusztulás definícióját illetően.
- A REDD tevékenységből származó haszon tisztességes elosztása számos országban csak az erdőgazdálkodás előzetes reformja és biztonságos birtokrendszer mellett lehetséges.[15]

## REDD-Plus
- 2007-ben, a részes államok 13. konferenciáján, Baliban, született egy megállapodás, a bali akcióterv. Célja az erdők megőrzése, a fenntartható erdőgazdálkodás és a széndioxid-kvóták növelése.[16]
- A REDD-plus komoly következményekkel járó tevékenységeket kíván, melyek a helyi közösségekre, bennszülött emberekre, és az erdőkre lesznek hatással. Ezek a tevékenységek az erdőirtásból és az erdőpusztulásból származó kibocsátások csökkentésével vannak kapcsolatban. Mindez magával vonja a meglévő erdők fejlesztését és az erdővel borított területek növelését. A célok elérése érdekében az irányelveknek a széndioxid-kvóták növelését kell elősegíteniük a finanszírozás elősegítésével.[16]
- Az ENSZ éghajlatváltozási keretegyezmény konferenciájának 2009. december 18-án megszületett egyezsége 6. szakaszában elismerik a REDD-plus fontos szerepét és a fejlett országok anyagi erőforrásainak mobilizálása útján megvalósított pozitív ösztönzők szükségességét. Az egyezség 8. szakaszában a fejlett országok vállalják, hogy a 2010–2012 közötti időszakban nemzetközi szervezeteken keresztül közel 30 milliárd dollárnyi erőforrást biztosítanak.[17]